# The Trammps
The Trammps ist eine US-amerikanische Soul-Band.

## Werdegang
The Trammps stammten aus Philadelphia und waren eine der ersten Bands im Disco-Genre. Ihren ersten größeren Erfolg hatten sie in den USA 1972 mit Zing! Went the Strings of My Heart. Der erste echte Discosong, den sie herausbrachten, war Love Epidemic (1973). Am bekanntesten ist wohl ihr Disco Inferno (1976), das 1977 auf dem Soundtrack zu Saturday Night Fever erschien und im Mai 1978 in den Billboard-Charts auf Platz 11 kletterte.
Andere Hits waren u. a. Hold Back the Night (1975) und That’s Where the Happy People Go (1975). 1977 veröffentlichten die Trammps den Song The Night the Lights Went Out, als Erinnerung an den Stromausfall in  New York City am 13. Juli 1977. Am 19. September 2005 wurde Disco Inferno in die Dance Music Hall of Fame aufgenommen. Der Sänger der Band, James T. Ellis, starb am 8. März 2012 im Alter von 74 Jahren in Rock Hill, South Carolina.
Im November 2023 traten die verbliebenen Mitglieder der Band am Anfang einer Disco-Mottofolge der zehnten Staffel der US-amerikanischen Version von The Masked Singer auf und sangen Disco Inferno.

## Diskografie

### Alben
- 1975: The Legendary Zing Album (Buddah)
- 1975: Trammps (Golden Fleece/Philadelphia)
- 1976: Where the Happy People Go (Atlantic)
- 1976: Disco Inferno (Atlantic)
- 1977: The Trammps III (Atlantic)
- 1979: The Whole World’s Dancing (Atlantic)
- 1980: Mixin’ It Up (Atlantic)
- 1980: Slipping Out (Atlantic)
- 1984: This One Is for the Party (Injection)